# イワベンケイ属

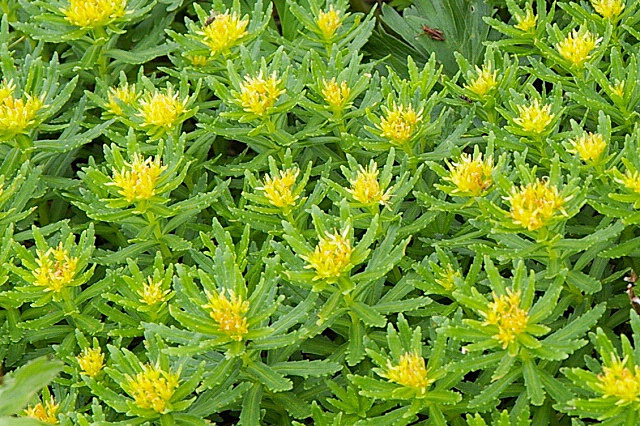
ホソバイワベンケイ

イワベンケイ属（Rhodiola）はバラ目　ベンケイソウ科に属する属である。イワベンケイやホソバイワベンケイなどの種がこの属に属する。

## 分類
- イワベンケイRhodiola rosea
- ホソバイワベンケイRhodiola ishidae